# Abdullah Al-Hamdan
Abdullah Abdulrahman Al-Hamdan (en árabe: عبدالله الحمدان‎; Riad, 13 de septiembre de 1999) es un futbolista saudita que juega en la demarcación de delantero para el Al-Hilal Saudi F. C. de la Liga Profesional Saudí.

## Selección nacional
Tras jugar con la selección de fútbol sub-20 de Arabia Saudita y la sub-23, finalmente hizo su debut con la selección absoluta el 5 de septiembre de 2020 en un encuentro amistoso contra Malí que finalizó con un resultado de empate a uno tras el gol de Salem Al-Dawsari para Arabia Saudita, y de Adama Malouda Traoré para Malí.

## Clubes
| Club                 | País           | Año       | Partidos | Goles |
| -------------------- | -------------- | --------- | -------- | ----- |
| Al-Jeel              | Arabia Saudita | 2019      | 1        | 0     |
| Al-Shabab            | Arabia Saudita | 2019-2021 | 51       | 7     |
| Al-Hilal Saudi F. C. | Arabia Saudita | 2021-     | 131      | 12    |